# 根二乗平均速度
根二乗平均速度（こんにじょうへいきんそくど、英: root-mean-square speed）とは、速度の絶対値の二乗平均平方根、すなわち速度の大きさの二乗 v 2 の統計集団平均 {\displaystyle \langle v^{2}\rangle } の平方根 {\displaystyle {\sqrt {\langle v^{2}\rangle }}} である。
ここで速度 v の大きさ v は v の内積によって定められる。
{\displaystyle v=|{\boldsymbol {v}}|:={\sqrt {{\boldsymbol {v}}\cdot {\boldsymbol {v}}}}\,.}
根二乗平均速度は気体分子運動論などの議論において現れる。
速度の分散 {\displaystyle |\sigma ({\boldsymbol {v}})|^{2}} は速度の平均 {\displaystyle \langle {\boldsymbol {v}}\rangle } と速度の二乗平均 {\displaystyle \langle v^{2}\rangle } を用いて以下のように書き表すことができる。
{\displaystyle |\sigma ({\boldsymbol {v}})|^{2}=\langle v^{2}\rangle -\langle {\boldsymbol {v}}\rangle \cdot \langle {\boldsymbol {v}}\rangle \,.}
もしも速度の平均 {\displaystyle \langle {\boldsymbol {v}}\rangle } が 0 ならば、二乗平均 {\displaystyle \langle v^{2}\rangle } は分散と一致する。
このとき根二乗平均速度 {\displaystyle {\sqrt {\langle v^{2}\rangle }}} は速度のゆらぎの大きさ {\displaystyle |\sigma ({\boldsymbol {v}})|} に等しい。
{\displaystyle {\sqrt {\langle v^{2}\rangle }}=|\sigma ({\boldsymbol {v}})|\quad (\langle {\boldsymbol {v}}\rangle ={\boldsymbol {0}}).}
従って根二乗平均速度から、巨視的な流れがないような系において、熱的なゆらぎに起因する速度の大きさを評価することができる。

## 例

### 気体分子運動論
気体分子運動論における、単原子分子の二乗平均速度は次のように表される。
{\displaystyle {\sqrt {\langle v^{2}\rangle }}={\sqrt {\frac {3RT}{M}}}\,.}
ここで、R ≈ 8.314 J/(K · mol) は気体定数、T は熱力学温度、M は分子量である。
ボルツマン定数 k B ≈ 1.381 × 10-23 J/K とアヴォガドロ定数 N A ≈ 6.022 × 1023 /mol, および分子質量 m を用いると、ボルツマン定数と分子量の定義より、
{\displaystyle R=k_{\mathrm {B} }N_{\mathrm {A} },\quad M=mN_{\mathrm {A} }}
という関係が成り立つので、以下のように書き直される。
{\displaystyle {\sqrt {\langle v^{2}\rangle }}={\sqrt {\frac {3k_{\mathrm {B} }T}{m}}}\,.}
この関係から直ちに、1 単原子分子が持つ平均の運動エネルギーは温度に比例することが分かる。
{\displaystyle \langle {\frac {1}{2}}mv^{2}\rangle ={\frac {3}{2}}k_{\mathrm {B} }T\,.}

#### 導出
単原子分子の理想気体の内部エネルギー U (T ) は以下の関係を満たす。
{\displaystyle U(T)={3 \over 2}nRT\,.~~\cdots ~~(1)}
ここで n は系のモル数である。これをボルツマン定数 k B と気体分子の個数 N を用いて書き直せば、n = N/N A なので、
{\displaystyle U(T)={3 \over 2}Nk_{\mathrm {B} }T~~\cdots ~~(2)}
となる。理想気体の持つエネルギーは気体分子の持つエネルギーの総和に等しく、気体分子の持つエネルギーは運動エネルギーのみなので、次の関係を満たす。
{\displaystyle U(T)=N\langle {\frac {1}{2}}mv^{2}\rangle \,.~~\cdots ~~(3)}
(2), (3) の右辺同士を比較すれば、
{\displaystyle N\langle {\frac {1}{2}}mv^{2}\rangle ={3 \over 2}Nk_{\mathrm {B} }T}
より、根二乗平均速度と温度の関係式が得られる。
{\displaystyle {\sqrt {\langle v^{2}\rangle }}={\sqrt {\frac {3k_{\mathrm {B} }T}{m}}}\,.~~\cdots ~~(4)}